# William C. McCool
William Cameron "Willie" McCool (23 septembrie 1961 – 1 februarie 2003) a fost un comandor în United States Navy, astronaut NASA și pilotul misiunii STS-107 a navetei spațiale Columbia. El a fost ucis, împreună cu ceilalți șase membri ai echipajului, atunci când naveta s-a dezintegrat la reintrarea în atmosfera terestră. Era cel mai tânăr bărbat membru al echipajului.